# Рухотина
Рухотина је насељено мјесто у граду Бијељина, Република Српска, БиХ. Према попису становништва из 1991. у насељу је живјело 446 становника.

## Становништво
| Националност       | 1991. | 1981. | 1971. | 1961. |
| Срби               | 394   |       |       |       |
| Југословени        | 14    |       |       |       |
| остали и непознато | 38    |       |       |       |
| Укупно             | 446   | 487   | 519   | 510   |

| Демографија | Демографија | Демографија |
| Година      | Становника  | Становника  |
| ----------- | ----------- | ----------- |
| 1948.       | 441         |             |
| 1953.       | 477         |             |
| 1961.       | 510         |             |
| 1971.       | 519         |             |
| 1981.       | 487         |             |
| 1991.       | 446         |             |

## Знамените личности
- Милош Бојанић, српски пјевач народне музике